# Académie de Dijon (éducation)
Pour les articles homonymes, voir Académie de Dijon.

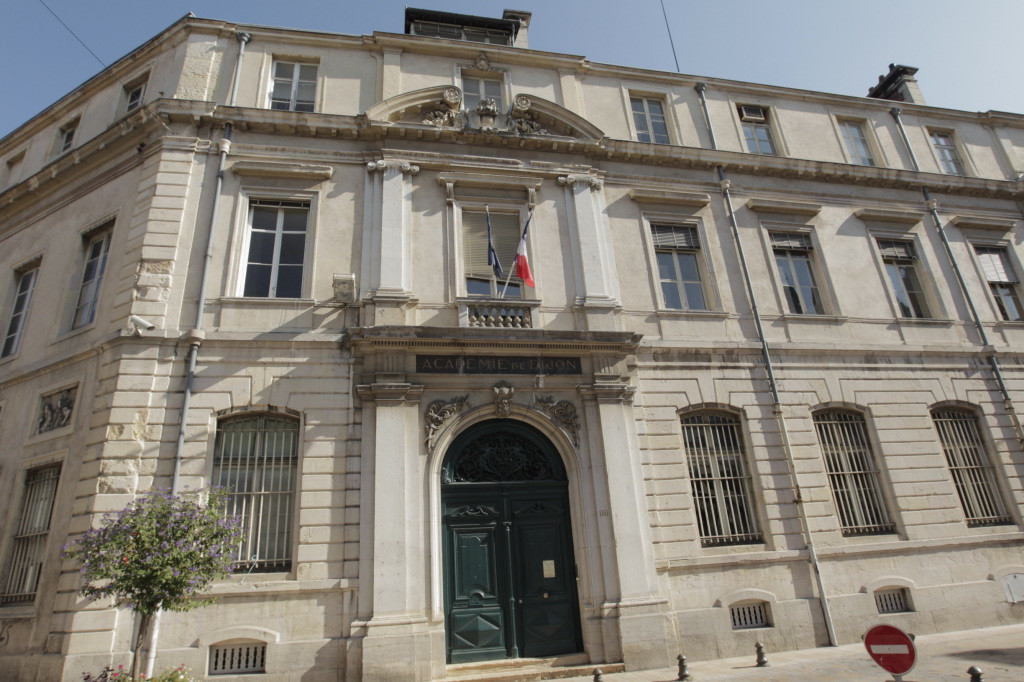
Ancien rectorat de l'académie de Dijon.

L’académie de Dijon est une circonscription éducative française gérée par un recteur, qui regroupe l'ensemble des établissements scolaires de Bourgogne, c'est-à-dire des départements de la Côte-d'Or, de la Nièvre, de Saône-et-Loire et de l'Yonne. Elle fait partie de la région académique Bourgogne-Franche Comté.
L'université de l'académie est l'université Bourgogne-Europe.
L’académie de Dijon fait partie de la zone A (voir ici).

## Recteurs
- André Joseph Léopold Monty : 1862-1873[1]
- Jules Marie Louis Vieille : 1873-1880[2]
- Thomas Régis Charles Chappuis : 1880-1893[3]
- Gaston Denis Victor Bizos : 1893-1898[4]
- Charles Adam : 1898-1902[5]
- Augustin Émile Boirac : 1902-1917[6]
- Henri Eugène Padé : 1917-1922[7]
- Théodore Rosset : 1922-1925[8]
- Louis-Adolphe Terracher : 1925-1932[9]
- Jean-Édouard Spenlé : 1932-1940[10]
- Gabriel Boussagol : 1941-1943[11]
- Louis Ferrère : 1943-1944[12]
- Georges Daux : 1944-1945[13]
- Marcel Bouchard : 1946-1967[14]
- Hubert Gallet de Santerre : 1967-1973[15]
- Bertrand Saint-Sernin : 1973-1976[16]
- Jean-Pierre Lassale : 1976-1980[17]
- Yvonne Lambert-Faivre : 1980-1983[18]
- Christian Forestier : 1983-1985[19]
- Jean-Claude Cubaud : 1985-1986[20]
- Nicole Ferrier-Caverivière : 1986-1989[21]
- Jean-Claude Fortier : 1989-1993[22]
- Josiane Attuel : 1993-2003[23]
- Claire Lovisi : 2003-2005[24]
- Olivier Dugrip : 2005-2008[25]
- Florence Legros : 2008-2011[26]
- Cyril Nourissat : 2011-2012[27]
- Sylvie Faucheux : 2012-2014[28]
- Denis Rolland : 2014-2016[29]
- Frédérique Alexandre-Bailly : 2016-1019[30]
- Nathalie Albert-Moretti : 2019-2022[31]
- Pierre N'Gahame : 2022-2024[32]
- Mathilde Gollety : 2024[33]